# Ethel Grenfell, baronessa Desborough
Lady Ethel Anne Priscilla Grenfell, baronessa Desborough, nata Fane (27 giugno 1867 – 28 maggio 1952), è stata una nobildonna inglese.

## Biografia
Era la figlia di Julian Fane (1827-?), e di sua moglie, Lady Anne Cowper (1840-1868).

## Matrimonio
Sposò, il 17 febbraio 1887, William Grenfell, I barone Desborough (1855-1945), figlio di Charles Grenfell (1823-1861) e di sua moglie, Georgiana Lascelles (?-1911). Ebbero cinque figli:
- Lord Julian Henry Francis Grenfell (30 maggio 1888-26 maggio 1915);
- Lord Gerald William Grenfell (29 marzo 1890-30 luglio 1915);
- Lady Monica Margaret Grenfell (4 agosto 1893-17 giugno 1973), sposò Sir John Maitland Salmond, ebbero due figli;
- Lord Ivo George Winifred Grenfell (5 settembre 1898-8 ottobre 1926);
- Lady Alexandra Imogen Clair Grenfell (11 febbraio 1905-3 gennaio 1969), sposò Henry Gage, VI visconte Gage, ebbero tre figli.

Ha ricoperto la carica di Lady of the Bedchamber della regina Mary.

## Morte
Morì il 28 maggio 1952, all'età di 84 anni.

## Ascendenza
|                                          |                                        |                                                 | Genitori                             |  |  | Nonni |  |  | Bisnonni                          |  |  | Trisnonni                          |  |
|                                          |                                        |                                                 |                                      |  |  |       |  |  | John Fane, X conte di Westmorland |  |  | John Fane, IX conte di Westmorland |  |
|                                          |                                        |                                                 |                                      |  |  |       |  |  | John Fane, X conte di Westmorland |  |  | John Fane, IX conte di Westmorland |  |
|                                          |                                        | Augusta Bertie                                  |                                      |  |  |       |  |  | John Fane, X conte di Westmorland |  |  |                                    |  |
| John Fane, XI conte di Westmorland       |                                        |                                                 |                                      |  |  |       |  |  | John Fane, X conte di Westmorland |  |  |                                    |  |
|                                          |                                        | Sarah Child                                     | Robert Child                         |  |  |       |  |  |                                   |  |  |                                    |  |
|                                          |                                        | Sarah Child                                     | Robert Child                         |  |  |       |  |  |                                   |  |  |                                    |  |
|                                          |                                        | Sarah Child                                     | Sarah Jodrell                        |  |  |       |  |  |                                   |  |  |                                    |  |
| Julian Fane                              |                                        | Sarah Child                                     |                                      |  |  |       |  |  |                                   |  |  |                                    |  |
|                                          |                                        | William Wellesley-Pole, III conte di Mornington | Garret Wesley, I conte di Mornington |  |  |       |  |  |                                   |  |  |                                    |  |
|                                          |                                        | William Wellesley-Pole, III conte di Mornington | Garret Wesley, I conte di Mornington |  |  |       |  |  |                                   |  |  |                                    |  |
|                                          |                                        | William Wellesley-Pole, III conte di Mornington | Anne Hill-Trevor                     |  |  |       |  |  |                                   |  |  |                                    |  |
| Priscilla Wellesley-Pole                 |                                        | William Wellesley-Pole, III conte di Mornington |                                      |  |  |       |  |  |                                   |  |  |                                    |  |
|                                          |                                        | Katherine Forbes                                | John Forbes                          |  |  |       |  |  |                                   |  |  |                                    |  |
|                                          |                                        | Katherine Forbes                                | John Forbes                          |  |  |       |  |  |                                   |  |  |                                    |  |
|                                          |                                        | Katherine Forbes                                | Mary Capell                          |  |  |       |  |  |                                   |  |  |                                    |  |
| Ethel Fane                               |                                        | Katherine Forbes                                |                                      |  |  |       |  |  |                                   |  |  |                                    |  |
|                                          | Peter Clavering-Cowper, V conte Cowper | George Clavering-Cowper, III conte Cowper       |                                      |  |  |       |  |  |                                   |  |  |                                    |  |
|                                          | Peter Clavering-Cowper, V conte Cowper | George Clavering-Cowper, III conte Cowper       |                                      |  |  |       |  |  |                                   |  |  |                                    |  |
|                                          | Peter Clavering-Cowper, V conte Cowper | Hannah Anne Gore                                |                                      |  |  |       |  |  |                                   |  |  |                                    |  |
| George Clavering-Cowper, VI conte Cowper | Peter Clavering-Cowper, V conte Cowper |                                                 |                                      |  |  |       |  |  |                                   |  |  |                                    |  |
|                                          |                                        | Emily Lamb                                      | Peniston Lamb, I visconte Melbourne  |  |  |       |  |  |                                   |  |  |                                    |  |
|                                          |                                        | Emily Lamb                                      | Peniston Lamb, I visconte Melbourne  |  |  |       |  |  |                                   |  |  |                                    |  |
|                                          |                                        | Emily Lamb                                      | Elizabeth Milbanke                   |  |  |       |  |  |                                   |  |  |                                    |  |
| Adine Clavering-Cowper                   |                                        | Emily Lamb                                      |                                      |  |  |       |  |  |                                   |  |  |                                    |  |
|                                          |                                        | Thomas de Grey, II conte de Grey                | Thomas Robinson, II barone Grantham  |  |  |       |  |  |                                   |  |  |                                    |  |
|                                          |                                        | Thomas de Grey, II conte de Grey                | Thomas Robinson, II barone Grantham  |  |  |       |  |  |                                   |  |  |                                    |  |
|                                          |                                        | Thomas de Grey, II conte de Grey                | Mary Yorke                           |  |  |       |  |  |                                   |  |  |                                    |  |
| Anne Florence de Grey                    |                                        | Thomas de Grey, II conte de Grey                |                                      |  |  |       |  |  |                                   |  |  |                                    |  |
|                                          |                                        | Henrietta Frances Cole                          | William Cole, I conte di Enniskillen |  |  |       |  |  |                                   |  |  |                                    |  |
|                                          |                                        | Henrietta Frances Cole                          | William Cole, I conte di Enniskillen |  |  |       |  |  |                                   |  |  |                                    |  |
|                                          |                                        | Henrietta Frances Cole                          | Anne Lowry-Corry                     |  |  |       |  |  |                                   |  |  |                                    |  |
|                                          |                                        | Henrietta Frances Cole                          |                                      |  |  |       |  |  |                                   |  |  |                                    |  |